# IC 4108
IC 4108 ist eine Galaxie vom Hubble-Typ S? im Sternbild Jagdhunde am Nordsternhimmel. Sie ist schätzungsweise 498 Millionen Lichtjahre von der Milchstraße entfernt und hat einen Durchmesser von etwa 120.000 Lichtjahren.

In derselben Himmelsregion befinden sich u. a. die Galaxien IC 4104, IC 4105, IC 4118, IC 4123.
Das Objekt wurde am 21. März 1903 vom deutschen Astronomen Max Wolf entdeckt.